# سالتکوتس
سالتکوتس (به انگلیسی: Saltcoats) یک شهرک در اسکاتلند است که در ایرشر شمالی واقع شده‌است. سالتکوتس ۱۱٬۲۶۰ نفر جمعیت دارد.